# 22002 Richardregan
22002 Richardregan è un asteroide della fascia principale. Scoperto nel 1999, presenta un'orbita caratterizzata da un semiasse maggiore pari a 2,6342650 au e da un'eccentricità di 0,1305996, inclinata di 3,37787° rispetto all'eclittica.
L'asteroide è dedicato all'insegnante statunitense Richard Regan.